# 아사오카 도모야스
아사오카 도모야스(일본어: 浅岡 朝泰, 1962년 4월 6일 ~ 2021년 10월 6일)는 일본의 전 축구 선수이다.

## 국가대표팀 경력
그는 1987년 하계 올림픽 예선에 참가할 일본 국가대표팀에 발탁되었으며, 4월 12일 싱가포르와의 경기에서 데뷔했다. 그는 1989년까지 국제 A매치 통산 8경기에 출전했다.

## 통계
| 일본 | 일본 | 일본 |
| 연도 | 출전 | 득점 |
| ---- | ---- | ---- |
| 1987 | 1    | 0    |
| 1988 | 5    | 0    |
| 1989 | 2    | 0    |
| 통산 | 8    | 0    |